# دانیله گاسپارتتو
دانیله گاسپارتتو (انگلیسی: Daniele Gasparetto؛ زادهٔ ۶ آوریل ۱۹۸۸) بازیکن فوتبال اهل ایتالیا است.
از باشگاه‌هایی که در آن بازی کرده‌است می‌توان به باشگاه فوتبال مودنا، باشگاه فوتبال چیتادلا، باشگاه فوتبال پادوا، باشگاه فوتبال آتالانتا، و باشگاه فوتبال اسپال اشاره کرد.
وی همچنین در تیم‌های ملی فوتبال زیر ۱۹ سال ایتالیا و زیر ۲۰ سال ایتالیا بازی کرده‌است.